# Bobsleje na Zimowych Igrzyskach Olimpijskich 1936 – czwórki mężczyzn
Wyniki rywalizacji czwórek bobslejowych na Zimowych Igrzyskach Olimpijskich 1936 w Garmisch-Partenkirchen. Zawody rozegrano w dniach 11-12 lutego 1936 roku. 
| LP  | Państwo              | Skład                                                                         | 1       | M    | 2       | M    | 3       | M    | 4       | M    | Suma     |
| --- | -------------------- | ----------------------------------------------------------------------------- | ------- | ---- | ------- | ---- | ------- | ---- | ------- | ---- | -------- |
| 1.  | Szwajcaria II        | Pierre Musy, Arnold Gartmann, Charles Bouvier, Joseph Beerli                  | 1:22.45 | (3)  | 1:18.78 | (1)  | 1:19.60 | (1)  | 1:19.02 | (3)  | 5:19.85  |
| 2.  | Szwajcaria I         | Reto Capadrutt, Hans Aichele, Fritz Feierabend, Hans Bütikofer                | 1:23.49 | (7)  | 1:19.88 | (3)  | 1:20.75 | (5)  | 1:18.61 | (2)  | 5:22.73  |
| 3.  | Wielka Brytania I    | Frederick McEvoy, James Cardno, Guy Dugdale, Charles Green                    | 1:23.38 | (6)  | 1:20.18 | (4)  | 1:20.74 | (4)  | 1:19.11 | (4)  | 5:23.41  |
| 4.  | Stany Zjednoczone I  | Hubert Stevens, Crawford Merkel, Robert Martin, John Shene                    | 1:25.61 | (=8) | 1:19.17 | (2)  | 1:20.51 | (3)  | 1:18.54 | (1)  | 5:24.13  |
| 5.  | Belgia II            | Max Houben, Martial Van Schelle, Louis De Ridder, Paul Graeffe                | 1:22.22 | (2)  | 1:23.52 | (9)  | 1:22.50 | (8)  | 1:20.68 | (8)  | 5:28.92  |
| 6.  | Stany Zjednoczone II | Francis Tyler, James Bickford, Richard Lawrence, Max Bly                      | 1:25.61 | (=8) | 1:23.85 | (10) | 1:20.22 | (2)  | 1:19.32 | (5)  | 5:29.00  |
| 7.  | III Rzesza I         | Hanns Kilian, Sebastian Huber, Fritz Schwarz, Hermann von Valta               | 1:20.73 | (1)  | 1:23.05 | (8)  | 1:24.09 | (10) | 1:21.20 | (9)  | '5:29.07 |
| 8.  | Belgia I             | René Lunden, Eric Vicomte de Spoelberch, Philippe de Pret Roose, Gaston Braun | 1:25.77 | (10) | 1:21.81 | (5)  | 1:21.67 | (7)  | 1:20.57 | (6)  | 5:29.82  |
| 9.  | Francja I            | Jean de Suarez d’Aulan, Jacques Bridou, Jean Dauven, Louis Balsan             | 1:22.75 | (4)  | 1:22.18 | (6)  | 1:23.11 | (9)  | 1:22.32 | (10) | 5:30.36  |
| 10. | Włochy I             | Antonio Brivio, Carlo Soldini, Emilio Dell'Oro, Raffaele Manardi              | 1:26.96 | (12) | 1:22.46 | (7)  | 1:20.98 | (6)  | 1:20.67 | (7)  | 5:31.07  |
| 11. | Austria I            | Franz Lorenz, Richard Lorenz, Franz Wohlgemuth, Rudolf Höll                   | 1:27.38 | (13) | 1:26.84 | (12) | 1:26.17 | (12) | 1:24.74 | (11) | 5:45.13  |
| 12. | Czechosłowacja II    | Gustav Leubner, Walter Heinzl, Bedřich Posselt, Wilhelm Blechschmidt          | 1:26.68 | (11) | 1:25.16 | (11) | 1:28.13 | (13) | 1:25.11 | (12) | 5:45.52  |
| 13. | Austria II           | Viktor Wigelbeyer, Franz Bednar, Robert Bednar, Johann Baptist Gudenus        | 1:30.70 | (14) | 1:29.62 | (14) | 1:30.95 | (14) | 1:26.64 | (13) | 5:57.91  |
| –   | Rumunia II           | Alexandru Budișteanu, Tiță Rădulescu, Alexandru Ionescu, Aurel Mărășescu      | 1:31.81 | (15) | 1:28.37 | (13) | 1:25.21 | (11) | DNF     | DNF  | DNF      |
| –   | Włochy II            | Francesco De Zanna, Ernesto Franceschi, Uberto Gillarduzzi, Amedeo Angeli     | 1:23.02 | (5)  | DNF     | DNF  | DNS     | DNS  | DNS     | DNS  | DNF      |
| –   | Czechosłowacja I     | Josef Lanzendörfer, Karel Růžička, Ewald Menzl, Robert Zintel                 | DNS     | DNS  | DNS     | DNS  | DNS     | DNS  | DNS     | DNS  | DNS      |
| –   | III Rzesza II        | Walter Trott, Fritz Vonhof, Wolfgang Kummer, Rudolf Werlich                   | DNS     | DNS  | DNS     | DNS  | DNS     | DNS  | DNS     | DNS  | DNS      |
| –   | Francja II           | René Charlet, Étienne Payot, Albert Mugnier, Amédée Ronzel                    | DNS     | DNS  | DNS     | DNS  | DNS     | DNS  | DNS     | DNS  | DNS      |
| –   | Rumunia I            | Emil Angelescu, Dumitru Gheorghiu, Teodor Popescu, Alexandru Tautu            | DNS     | DNS  | DNS     | DNS  | DNS     | DNS  | DNS     | DNS  | DNS      |